# 全日本社会人バドミントン選手権大会
全日本社会人バドミントン選手権大会（ぜんにほんしゃかいじんバドミントンせんしゅけんたいかい）は、日本バドミントン協会が主催するバドミントンの全国大会である。

## 概要
第1回は1958年。毎年9月頃に持ち回りで開催される。
日本バドミントン協会に一般社会人として登録している選手を対象とする。
男子シングルス・ダブルス、女子シングルス・ダブルス、混合ダブルスの5種目で争う。
いわゆる第1種大会ではあるが、敗者審判を実施している。

## 歴代の優勝選手
| 年   | 回 | 開催地                               | 男子シングルス              | 女子シングルス              | 男子ダブルス                                      | 女子ダブルス                                  | 混合ダブルス                                |
| ---- | -- | ------------------------------------ | --------------------------- | --------------------------- | ------------------------------------------------- | --------------------------------------------- | ------------------------------------------- |
| 2025 | 68 | 高松                                 |                             |                             |                                                   |                                               |                                             |
| 2024 | 67 | 鳥取他                               | 高橋洸士 (富山県)           | 郡司莉子 (熊本県)           | 緑川大輝 山下恭平 (東京都)                        | 中西貴映 岩永鈴 (東京都)                      | 古賀輝 福島由紀 (東京都・岐阜県)            |
| 2023 | 66 | 京都市右京区 京都市北区 京都府向日市 | 古賀穂 (東京都)             | 小西春七 (岐阜県)           | 山田尚輝 柴田一樹 (東京都)                        | 大竹望月 髙橋美優 (東京都)                    | 霜上雄一 保原彩夏 (神奈川県・東京都)        |
| 2022 | 65 | 愛知県一宮市                         | 大林拓真 (富山県)           | 髙橋明日香 (東京都)         | 井上拓斗 三橋健也 (東京都)                        | 櫻本絢子 宮浦玲奈 (東京都)                    | 霜上雄一 加藤佑奈 (神奈川県・熊本県)        |
| 2021 | 64 | 鳥取県鳥取市 鳥取県倉吉市            | 大会中止                    | 大会中止                    | 大会中止                                          | 大会中止                                      | 大会中止                                    |
| 2020 | 63 | 仙台市太白区 仙台市宮城野区          | 大会中止                    | 大会中止                    | 大会中止                                          | 大会中止                                      | 大会中止                                    |
| 2019 | 62 | 福岡市東区 福岡市博多区              | 古賀穂 (東京都)             | 下田菜都美 (広島県)         | 高野将斗 玉手勝輝 (神奈川県)                      | 與猶くるみ 宮浦玲奈 (東京都)                  | 西川裕次郎 尾﨑沙織 (東京都)                |
| 2018 | 61 | 高知県南国市 高知県高知市            | 上田拓馬 (東京都)           | 鈴木温子 (東京都)           | 保木卓朗 小林優吾 (富山県)                        | 志田千陽 松山奈未 (熊本県)                    | 小林優吾 志田千陽 (富山県・熊本県)          |
| 2017 | 60 | 広島市中区 広島市東区                | 桃田賢斗 (東京都)           | 峰歩美 (熊本県)             | 橋本博且 佐伯祐行 (福井県)                        | 志田千陽 松山奈未 (熊本県)                    | 高階知也 江藤理恵 (大阪府・岐阜県)          |
| 2016 | 59 | 愛知県一宮市                         | 坂井一将 (東京都)           | 鈴木温子 (東京都)           | 遠藤大由 渡辺勇大 (東京都)                        | 福島由紀 廣田彩花 (熊本県)                    | 渡辺勇大 東野有紗 (東京都)                  |
| 2015 | 58 | 北九州市八幡東区 北九州市小倉北区    | 坂井一将 (東京都)           | 佐藤冴香 (東京都)           | 保木卓朗 小林優吾 (富山県)                        | 福万尚子 與猶くるみ (熊本県)                  | 園田啓悟 福万尚子 (富山県・熊本県)          |
| 2014 | 57 | 福島県郡山市                         | 坂井一将 (東京都)           | 橋本由衣 (東京都)           | 井上拓斗 金子佑樹 (東京都)                        | 松尾静香 内藤真実 (東京都・千葉県)            | 垰畑亮太 栗原文音 (東京都)                  |
| 2013 | 56 | 大阪市浪速区 大阪市此花区            | 桃田賢斗 (東京都)           | 髙橋沙也加 (東京都)         | 平田典靖 橋本博且 (富山県)                        | 髙橋礼華 松友美佐紀 (東京都)                  | 早川賢一 松友美佐紀 (東京都)                |
| 2012 | 55 | 北海道旭川市                         | 竹村純 (北海道)             | 橋本由衣 (東京都)           | 園田啓悟 嘉村健士 (富山県)                        | 髙橋礼華 松友美佐紀 (東京都)                  | 数野健太 江淵愛美 (東京都)                  |
| 2011 | 54 | 愛知県一宮市                         | 古財和輝 (富山県)           | 髙橋沙也加 (大阪府)         | 小町谷輝 鈴木大裕 (宮城県)                        | 今別府靖代 (東京都) 小池温子 (広島県)         | 小松崎佑也 新玉美郷 (東京都)                |
| 2010 | 53 | 広島市中区 広島市東区                | 佐々木翔 (富山県)           | 樽野恵 (東京都)             | 早川賢一 遠藤大由 (東京都)                        | 松友美佐紀 髙橋礼華 (東京都)                  | 川前直樹 田井美幸 (東京都)                  |
| 2009 | 52 | 千葉市中央区 千葉市稲毛区            | 佐藤翔治 (東京都)           | 後藤愛 (東京都)             | 数野健太 早川賢一 (東京都)                        | 末綱聡子 前田美順 (熊本県)                    | 池田信太郎 (東京都) 潮田玲子 (大阪府)       |
| 2008 | 51 | 福島県会津若松市                     | 佐々木翔 (秋田県)           | 野尻野匡世 (東京都)         | 小宮山元 廣部好輝 (東京都)                        | 松田友美 赤尾亜希 (千葉県)                    | 平田典靖 (富山県) 松尾静香 (大阪府)         |
| 2007 | 50 | 鳥取県鳥取市                         | 池田雄一 (東京都)           | 今別府香里 (大阪府)         | 米隆夫 平田典靖 (富山県)                          | 脇坂郁 多谷郁恵 (大阪府)                      | 松本徹 田井美幸 (東京都)                    |
| 2006 | 49 | 石川県金沢市                         | 池田雄一 (東京都)           | 後藤愛 (東京都)             | 松本徹 佐伯浩一 (東京都)                          | 田井美幸 (東京都) 大熊倫子 (埼玉県)           | 松本徹 田井美幸 (東京都)                    |
| 2005 | 48 | 東京都渋谷区 東京都武蔵野市          | 池田雄一 (東京都)           | 廣瀬栄理子 (大阪府)         | 舛田圭太 大束忠司 (富山県)                        | 小椋久美子 潮田玲子 (大阪府)                  | 舛田圭太 (富山県) 前田美順 (熊本県)         |
| 2004 | 47 | 広島市中区                           | 佐藤翔治 (東京都)           | 米倉加奈子 (東京都)         | 池田信太郎 (東京都) 福井剛士 (埼玉県)             | 小椋久美子 潮田玲子 (大阪府)                  | 大束忠司 (富山県) 山本静香 (千葉県)         |
| 2003 | 46 | 埼玉県春日部市 埼玉県幸手市          | 藤本ホセマリ (東京都)       | 幡谷好美 (熊本県)           | 仲尾修一 (埼玉県) 坂本修一 (千葉県)               | 赤尾亜希 松田友美 (千葉県)                    | 坂本修一 (千葉県) 大熊倫子 (埼玉県)         |
| 2002 | 45 | 愛知県小牧市                         | 山田英孝 (埼玉県)           | 米倉加奈子 (東京都)         | 舛田圭太 大束忠司 (富山県)                        | 中山智香子 (大阪府) 吉冨桂子 (熊本県)         | 大束忠司 (富山県) 山本静香 (千葉県)         |
| 2001 | 44 | 高知県南国市                         | 山田英孝 (埼玉県)           | 森かおり (大阪府)           | 舛田圭太 大束忠司 (富山県)                        | 山田靑子 山本静香 (千葉県)                    | 今井紀夫 (富山県) 中山智香子 (大阪府)       |
| 2000 | 43 | 宮城県塩竈市                         | 藤本ホセマリ (東京都)       | 田中美保 (大阪府)           | 片山卓哉 久保田雄三 (東京都)                      | 鬼池めぐみ 森かおり (大阪府)                  | 今井紀夫 (富山県) 中山智香子 (大阪府)       |
| 1999 | 42 | 富山県高岡市                         | 谷内貴昭 (富山県)           | 米倉加奈子 (茨城県)         | 林貴昭 西山勝也 (長崎県)                          | 岩田良子 松田治子 (東京都)                    | 今井紀夫 (富山県) 吉冨桂子 (熊本県)         |
| 1998 | 41 | 熊本県八代市                         | 町田文彦 (NTT東京)          | 水井泰子 (フジチュー)       | 竹鼻拓也 太田慎二 (NTT東京)                       | 山田裕美 村上直美 (三洋電機)                  | 清水文武 田村富士美 (ベスト電器)            |
| 1997 | 40 | 神奈川県大和市                       | 霜上和宏 (YKK九州)          | 水井泰子 (フジチュー)       | 今井紀夫 大山宏司 (トナミ運輸)                    | 中山智香子 増茂孝枝 (三洋電機)                | 清水文武 (ベスト電器) 田村富士美 (吉松歯科) |
| 1996 | 39 | 大阪府大東市                         | 霜上和宏 (YKK九州)          | 井田貴子 (三洋電機)         | 太田慎二 竹鼻拓也 (NTT東京)                       | 宮村愛子 宮村亜貴子 (サントリー)              | 松野修二 田児よし子 (NTT東京)               |
| 1995 | 38 | 広島県三原市                         | 須賀隆弘 (NTT東京)          | 水井妃佐子 (フジチュー)     | 宮康二 高橋英治 (NTT東京)                         | 宮村愛子 宮村亜貴子 (サントリー)              | 吉武裕史 田村富士美 (福岡県)                |
| 1994 | 37 | 福島県白河市                         | 須賀隆弘 (NTT東京)          | 井田貴子 (三洋電機)         | 久保田雄三 片山卓哉 (NTT東京)                     | 宮村愛子 宮村亜貴子 (サントリー)              |                                             |
| 1993 | 36 | 愛知県大府市                         | 町田文彦 (NTT東京)          | 金井和恵 (サントリー)       | 町田文彦 宮康二 (NTT東京)                         | 田村富士美 岩田良子 (ヨネックス)              |                                             |
| 1992 | 35 | 香川県坂出市                         | 町田文彦 (NTT東京)          | 宮村愛子 (サントリー)       | 松浦進二 (フジチュー) 松野修二 (NTT東京)          | 宮村愛子 松田治子 (サントリー)                |                                             |
| 1991 | 34 | 山形県新庄市                         | 江藤裕樹 (NTT東京)          | 谷地春子 (サントリー)       | 松浦進二 (フジチュー) 松野修二 (NTT東京)          | 田児よし子 (NTT東京) 鴻原春美 (尚美学園)      |                                             |
| 1990 | 33 | 石川県美川町                         | 江藤裕樹 (NTT東京)          | 金井和恵 (サントリー)       | 松浦進二 (フジチュー) 松野修二 (NTT東京)          | 陣内貴美子 森久子 (ヨネックス)                | 村山友二 (NTT関西) 今村薫 (三洋電機)        |
| 1989 | 32 | 福岡県筑紫野市                       | 西山博司 (NTT東京)          | 小池由扶子 (サントリー)     | 松浦進二 (フジチュー) 松野修二 (NTT東京)          | 陣内貴美子 森久子 (ヨネックス)                | 谷田尚嗣 (大阪府) 廣田時子 (サントリー)     |
| 1988 | 31 | 北海道登別市                         | 西山博司 (NTT東京)          | 鴻原春美 (三洋電機)         | 松浦進二 (フジチュー) 松野修二 (NTT東京)          | 陣内貴美子 森久子 (ヨネックス)                | 宮康二 高峯尚子 (東京都)                    |
| 1987 | 30 | 京都府長岡京市                       | 松野修二 (NTT東京)          | 北田スミ子 (三洋電機)       | 松浦進二 (フジチュー) 松野修二 (NTT東京)          | 北田スミ子 小泉陽子 (三洋電機)                | 鈴木裕 月岡広美 (新潟県)                    |
| 1986 | 29 | 沖縄県糸満市                         | 井上哲章 (東京都)           | 北田スミ子 (三洋電機)       | 西山博司 (NTT東京) 松浦進二 (ヨネックス)          | 米倉よし子 (NTT東京) 徳田敦子 (サントリー)    | 谷田尚嗣 (大阪府) 高峯和子 (サントリー)     |
| 1985 | 28 | 山梨県甲府市                         | 西山博司 (NTT東京)          | 米倉よし子 (NTT東京)        | 長谷川博幸 宮本幸弘 (ヨネックス)                  | 米倉よし子 (NTT東京) 徳田敦子 (サントリー)    | 谷田尚嗣 (大阪府) 高峯和子 (サントリー)     |
| 1984 | 27 | 鳥取県大栄町                         | 西山博司 (電電東京)         | 北田スミ子 (三洋電機)       | 長谷川博幸 宮本幸弘 (ヨネックス)                  | 米倉よし子 (電電東京) 徳田敦子 (サントリー)   | 工士恭司 陣内貴美子 (熊本県)                |
| 1983 | 26 | 奈良県田原本町                       | 銭谷欽治 (河崎ラケット)     | 北田スミ子 (三洋電機)       | 土田証雄 宮森庄吉 (電電東京)                      | 米倉よし子 (電電東京) 徳田敦子 (サントリー)   | 栂野尾昌一 栂野尾悦子 (ヨネックス)          |
| 1982 | 25 | 群馬県桐生市                         | 長谷川博幸 (ヨネックス)     | 北田スミ子 (三洋電機)       | 土田証雄 宮森庄吉 (電電東京)                      | 米倉よし子 (電電東京) 徳田敦子 (サントリー)   | 鈴木裕 関根和子 (新潟県)                    |
| 1981 | 24 | 北海道登別市                         | 土田証雄 (電電東京)         | 湯木博恵 (河崎ラケット)     | 土田証雄 宮森庄吉 (電電東京)                      | 米倉よし子 三田知佳子 (電電東京)              | 宮森庄吉 三田知佳子 (電電東京)              |
| 1980 | 23 | 群馬県桐生市                         | 銭谷欽治 (河崎ラケット)     | 近藤小織 (河崎ラケット)     | 栂野尾昌一 飯野佳孝 (ヨネックス)                  | 米倉よし子 (電電東京) 徳田敦子 (サントリー)   | 森下一夫 谷美津代 (サントリー)              |
| 1979 | 22 | 島根県松江市                         | 銭谷欽治 (河崎ラケット)     | 湯木博恵 (河崎ラケット)     | 池田信孝 尾崎幹雄 (電電東京)                      | 土田美加 原田美智子 (東京都)                  | 土田証雄 (電電東京) 土田美加 (東京都)       |
| 1978 | 21 | 滋賀県大津市                         | 長谷川進 (石川県)           | 湯木博恵 (河崎ラケット)     | 今泉勉 牧野光男 (高岡市役所)                      | 米倉よし子 (電電東京) 植野恵美子 (ヨネックス) | 日下昇 牛田真由美 (百十四銀行)              |
| 1977 | 20 | 栃木県真岡市                         | 土田証雄 (電電東京)         | 湯木博恵 (河崎ラケット)     | 栂野尾昌一 飯野佳孝 (ヨネックス)                  | 徳田敦子 高田幹子 (サントリー)                | 池田信孝 池田茂子 (電電東京)                |
| 1976 | 19 | 宮崎県宮崎市                         | 銭谷欽治 (河崎ラケット)     | 湯木博恵 (河崎ラケット)     | 今泉勉 牧野光男 (高岡市役所)                      | 栂野尾悦子 古谷成代 (ヨネックス)              | 栂野尾昌一 栂野尾悦子 (ヨネックス)          |
| 1975 | 18 | 長野県中野市                         | 小島一平 (神奈川県)         | 湯木博恵 (河崎ラケット)     | 栂野尾昌一 飯野佳孝 (ヨネックス)                  | 湯木博恵 池田美加 (河崎ラケット)              | 今井茂満 池田美加 (河崎ラケット)            |
| 1974 | 17 | 青森県浪岡町                         | 今泉勉 (高岡市役所)         | 湯木博恵 (河崎ラケット)     | 池田信孝 尾崎幹雄 (電電東京)                      | 湯木博恵 池田美加 (河崎ラケット)              | 今井茂満 池田美加 (河崎ラケット)            |
| 1973 | 16 | 佐賀県佐賀市                         | 小島一平 (ヨネヤマラケット) | 湯木博恵 (河崎ラケット)     | 今泉勉 牧野光男 (高岡市役所)                      | 湯木博恵 柴山きよ子 (河崎ラケット)            | 堺栄一 (河崎ラケット) 天野博江 (岐阜県)     |
| 1972 | 15 | 三重県四日市市                       | 秋山真男 (山梨県)           | 中山紀子 (弘文堂)           | 宮川秀樹 関一誠 (東京都)                          | 中山紀子 (弘文堂) 湯木博恵 (河崎ラケット)     | 堺栄一 (河崎ラケット) 天野博江 (岐阜県)     |
| 1971 | 14 | 山梨県甲府市                         | 秋山真男 (山梨県)           | 高木紀子 (弘文堂)           | 本間順次 松島保 (トヨタ自工)                      | 高木紀子 (弘文堂) 湯木博恵 (河崎ラケット)     | 堺栄一 (河崎ラケット) 天野博江 (岐阜県)     |
| 1970 | 13 | 千葉県千葉市                         | 小島一平 (ヨネヤマラケット) | 竹中悦子 (ヨネヤマラケット) | 堺栄一 (河崎ラケット) 関一誠 (早大職員)           | 竹中悦子 相沢マチ子 (ヨネヤマラケット)        | 堺栄一 (河崎ラケット) 天野博江 (岐阜県)     |
| 1969 | 12 | 鹿児島県鹿児島市                     | 小島一平 (ヨネヤマラケット) | 硲恵美子 (富山市役所)       | 堺栄一 (河崎ラケット) 関一誠 (早大職員)           | 上野明美 太田節子 (トヨタ自動車)              | 安沢武司 金子美和子 (トヨタ自動車)          |
| 1968 | 11 | 和歌山県湯浅町                       | 小島一平 (ヨネヤマラケット) | 高橋とも子 (北辰電機)       | 堺栄一 西野一征 (河崎ラケット)                    | 高木紀子 天野博江 (岐阜県)                    | 鈴木幸春 有木トミ子 (電電東京)              |
| 1967 | 10 | 岩手県釜石市                         | 板垣善憲 (トヨタ自動車)     | 高木紀子 (岐阜県)           | 小宮好雄 板垣善憲 (トヨタ自動車)                  | 高木紀子 天野博江 (岐阜県)                    | 板垣善憲 太田節子 (トヨタ自動車)            |
| 1966 | 9  | 長崎県長崎市                         | 秋山真男 (ヨネヤマラケット) | 近藤光枝 (大阪府)           | 岡崎恵三 (甲府市役所) 秋山真男 (ヨネヤマラケット) | 近藤光枝 才脇妙子 (大阪府)                    | 板垣善憲 粂田順子 (トヨタ自動車)            |
| 1965 | 8  | 福井県武生市                         | 宮永武司 (明治生命)         | 高木紀子 (岐阜県)           | 宮永武司 (明治生命) 堺栄一 (河崎ラケット)         | 高木紀子 天野博江 (岐阜県)                    | 板垣善憲 粂田順子 (トヨタ自動車)            |
| 1964 | 7  | 埼玉県大宮市                         | 宮永武司 (明治生命)         | 高木紀子 (岐阜県)           | 宮永武司 (明治生命) 堺栄一 (河崎ラケット)         | 高木紀子 天野博江 (岐阜県)                    | 星野忠男 有木トミ子 (電電東京)              |
| 1963 | 6  | 大阪市港区                           | 小宮好雄 (トヨタ自動車)     | 横山満子 (帝国石油)         | 小宮好雄 板垣善憲 (トヨタ自動車)                  | 横井文子 森久子 (琴平電鉄)                    | 星野忠男 有木トミ子 (電電東京)              |
| 1962 | 5  | 熊本県熊本市                         | 小宮好雄 (トヨタ自動車)     | 横井文子 (琴平電鉄)         | 星野忠男 宮田豊 (電電東京)                        | 橘美智子 酒井美智子 (金森成平商店)            | 小宮好雄 蔵本文子 (トヨタ自動車)            |
| 1961 | 4  | 岡山県倉敷市                         | 永井栄一 (三越)             | 橘美智子 (般岩鉄工)         | 片石兼敏 (岩倉ホモゲン) 永井栄一 (三越)           | 福本和子 (百十四銀行) 横井文子 (香川県)       | 杉田博 杉田良子 (神奈川県)                  |
| 1960 | 3  | 名古屋市                             | 杉田博 (港南中教員)         | 高島陽子 (高岡市役所)       | 荒木亥久男 大野幸雄 (十條製紙)                    | 高島陽子 中島玲子 (高岡市役所)                | 北島克英 有木トミ子 (東京都)                |
| 1959 | 2  | 香川県善通寺市                       | 佐藤芳郎 (神奈川県)         | 横井キヌエ (善通寺森岡経理) | 佐藤芳郎 (小田急観光) 杉田博 (港南中教員)         | 横井キヌエ 山下久子 (善通寺森岡経理)          | 貝戸肇 諸田みや子 (東京都)                  |
| 1958 | 1  | 北海道札幌市                         | 佐藤芳郎 (神奈川県)         | 横井キヌエ (善通寺森岡経理) | 山田養三 生田仁紀雄 (仙台郵政)                    | 横井キヌエ 山下久子 (善通寺森岡経理)          | 石原利通 戸田寿子 (岡山県)                  |